# Succinylierung
Die Succinylierung ist eine posttranslationale Modifikation von Proteinen.

## Eigenschaften
Bei der Succinylierung wird eine Succinylgruppe über eine Isopeptidbindung an ein Lysin in einem Protein gekoppelt, z. B. in Histonen oder der Glutamat-Dehydrogenase. Die Succinylierung führt beim Protein zu einer Ladungsänderung am Lysin von einer positiven Ladung am freien ε-Amin zur negativ geladenen Succinylgruppe. Eines der beiden Substrate bei der Succinylierung ist Succinyl-CoA, analog zu Acetyl-CoA bei der Acetylierung, Malonyl-CoA bei der Malonylierung und Glutaryl-CoA bei der Glutarylierung. Die biologische Funktion der Succinylierung ist noch teilweise unbekannt, mitochondriale Proteine sind oftmals succinyliert. Bei oxidativem Stress treten vermehrt succinylierte Proteine auf. Die meisten succinylierten Proteine sind Proteine des Stoffwechsels, was eine Regulierung durch die Succinylierung nahelegt. Im Gegensatz zur Succinylierung werden bei einer Succinierung die Thiolgruppen von Cysteinen posttranslational mit einer Succinylgruppe modifiziert.